# Ircinia campana
Ircinia campana ist eine Art der Hornkieselschwämme. Der vasenförmige Schwamm ist in der Karibik verbreitet.

## Beschreibung
Ircinia campana ist vasenförmig mit einem ungleichmäßigen Rand. Die offene Form ist für Arten der Gattung Ircinia, die zumeist kompakter sind, einzigartig. Ein ausgewachsener Vertreter erreicht eine Körpergröße von vier bis acht Zentimetern – in Extremfällen zwischen zwei und zehn Zentimetern. Die eingenommene Grundfläche variiert zwischen 40 und 100 cm², das Volumen bis 1000 cm³.
Auf der Vaseninnenseite finden sich eine Menge großer Öffnungen (Aperturen), die Außenseite ist mit vielen kleinen, konischen Beulen übersät.
Die Farbe ist blassbraun und stammt von dem Cyanobakterium Aphanocapsa feldmanni das symbiotisch auf dem Schwamm lebt. Die Farbe des Schwammes wird mit zunehmender Wassertiefe, in der er wächst, blasser.

## Biochemie
Ircinia campana produziert einige ungewöhnliche phospholipide Fettsäuren. Während bei den meisten Schwämmen vor allem 5,9-Hexacosadiensäure gebildet wird, finden sich in Ircinia vor allem 23-Methyl-5,9-Tetracosadiensäure (2–5 %), eine Lignocerinsäure, und 5,9-Pentacosadiensäure.
Auch werden Sesterterpene mit einem Furan-Körper gebildet. Diese können zur Verteidigung gegen Fische, die am Schwamm fressen wollen eingesetzt werden.

## Verbreitung
Die Art ist in der Karibik verbreitet und findet sich zumeist in Tiefen zwischen 5 und 20 Metern. Sie gedeiht am besten in ruhigem und trüben Wasser.
Der Schwamm wächst oft in Gemeinschaft mit Ircinia felix und Ircinia strobilina. Von den drei Arten ist sie jedoch am seltensten.